# Regeringen Poul Nyrup Rasmussen II
Regeringen Poul Nyrup Rasmussen var Danmarks regering 27 september 1994 - 30 december 1996. Denna regering bestod av Socialdemokraterne, Radikale Venstre och Centrum-Demokraterne.
| Ämbete                                          | Minister | Minister               | Parti                | Datum                                           |
| ----------------------------------------------- | -------- | ---------------------- | -------------------- | ----------------------------------------------- |
| Statsminister                                   |          | Poul Nyrup Rasmussen   | Socialdemokraterne   | 25.01.1993 - 30.12.1996                         |
| Ekonomiminister Minister för nordiskt samarbete |          | Marianne Jelved        | Radikale Venstre     | 25.01.1993 - 30.12.1996 27.09.1994 - 30.12.1996 |
| Näringsminister                                 |          | Mimi Jakobsen          | Centrum-Demokraterne | 27.09.1994 - 30.12.1996                         |
| Finansminister                                  |          | Mogens Lykketoft       | Socialdemokraterne   | 25.01.1993 - 30.12.1996                         |
| Utrikesminister                                 |          | Niels Helveg Petersen  | Radikale Venstre     | 25.01.1993 - 30.12.1996                         |
| Justitieminister                                |          | Bjørn Westh            | Socialdemokraterne   | 27.09.1994 - 30.12.1996                         |
| Miljöminister & Energiminister                  |          | Svend Auken            | Socialdemokraterne   | 25.01.1993 - 30.12.1996                         |
| Undervisningsminister                           |          | Ole Vig Jensen         | Radikale Venstre     | 25.01.1993 - 30.12.1996                         |
| Biståndsminister                                |          | Poul Nielson           | Socialdemokraterne   | 27.09.1994 - 30.12.1996                         |
| Inrikesminister Kyrkominister                   |          | Birte Weiss            | Socialdemokraterne   | 25.01.1993 - 30.12.1996 27.09.1994 - 30.12.1996 |
| Arbetsminister                                  |          | Jytte Andersen         | Socialdemokraterne   | 25.01.1993 - 30.12.1996                         |
| Skatteminister                                  |          | Ole Stavad             | Socialdemokraterne   | 25.01.1993 - 01.11.1994                         |
| Skatteminister                                  |          | Carsten Koch           | Socialdemokraterne   | 01.11.1994 - 30.12.1996                         |
| Försvarsminister                                |          | Hans Hækkerup          | Socialdemokraterne   | 25.01.1993 - 30.12.1996                         |
| Kulturminister                                  |          | Jytte Hilden           | Socialdemokraterne   | 25.01.1993 - 30.12.1996                         |
| Transportminister                               |          | Jan Trøjborg           | Socialdemokraterne   | 28.01.1994 - 30.12.1996                         |
| Socialminister                                  |          | Karen Jespersen        | Socialdemokraterne   | 27.09.1994 - 30.12.1996                         |
| Hälsominister                                   |          | Yvonne Herløv Andersen | Centrum-Demokraterne | 27.09.1994 - 30.12.1996                         |
| Bostadsminister                                 |          | Ole Løvig Simonsen     | Socialdemokraterne   | 27.09.1994 - 30.12.1996                         |
| Forskningsminister                              |          | Frank Jensen           | Socialdemokraterne   | 27.09.1994 - 30.12.1996                         |
| Jordbruksminister & Fiskeriminister             |          | Henrik Dam Kristensen  | Socialdemokraterne   | 27.09.1994 - 30.12.1996                         |